# اکاترینا آندرونسکو
اکاترینا آندرونسکو ((به رومانیایی: [ekateˈrina androˈnesku]؛ زادهٔ ۷ آوریل ۱۹۴۸) زادهٔ ۷ آوریل ۱۹۴۸) مهندس، استاد و سیاستمدار رومانیایی است. او عضو حزب سوسیال دموکرات (PSD) است و از سال ۱۹۹۶ تا ۲۰۰۸ نماینده مجلس نمایندگان رومانی از بخارست بود و از ۲۰۰۸ تا ۲۰۲۰ به‌عنوان سناتور از همین شهر خدمت کرد. در کابینه آدریان نَستاسه، او وزیر آموزش‌وپرورش از سال ۲۰۰۰ تا ژوئن ۲۰۰۳ بود. او این سمت را در کابینه امیل بوک از ۲۰۰۸ تا ۲۰۰۹، در کابینه ویکتور پونتا در سال ۲۰۱۲ و در نهایت در کابینه ویوریکا دَنچیلا برای کمتر از ۹ ماه از نوامبر ۲۰۱۸ تا اوت ۲۰۱۹ نیز برعهده داشت. او متأهل است و یک فرزند دارد.

## زندگی‌نامه

### پیشینه و نخستین سمت وزارت
او در مالووتس، شهرستان مهِدینتسی متولد شد و در سال ۱۹۷۲ با فارغ‌التحصیلی از رشته مهندسی مواد اکسیدی در دانشکده شیمی صنعتی دانشگاه پلی‌تکنیک بخارست، مهندس شد. در سال ۱۹۸۲، او دکترای خود را در همین زمینه دریافت کرد و در دهه ۱۹۹۰، مطالعات بیشتری را در اروپای غربی انجام داد. از سال ۱۹۷۲ تا ۱۹۸۳، دستیار مدرس در دانشگاه پلی‌تکنیک بود، سپس از ۱۹۸۳ تا ۱۹۹۰ مدرس، از ۱۹۹۰ تا ۱۹۹۴ دانشیار، و از ۱۹۹۴ تاکنون استاد همان دانشگاه بوده است. از ۱۹۸۹ تا ۱۹۹۲، معاون رئیس دانشکده شیمی صنعتی بود و از ۱۹۹۲ تا ۲۰۰۴ به‌عنوان رئیس آن دانشکده خدمت کرد. او در سال ۲۰۰۴ به‌عنوان رئیس دانشگاه منصوب شد و تا سال ۲۰۱۲ در این سمت بود. وی بیش از ۱۵۵ اثر علمی در نشریات تخصصی داخلی و بین‌المللی منتشر کرده، بیش از ۶۰ قرارداد تحقیقاتی علمی از جمله در خارج از کشور داشته، سه کتاب منتشر کرده و دارای یک پتنت ثبت‌شده است.
در سال ۱۹۹۶، آندرونسکو به حزب دموکراسی اجتماعی در رومانی (PDSR؛ که از ۲۰۰۱ به PSD تغییر نام داد) پیوست. او از سال پیش از آن، دبیر دولتی در وزارت آموزش‌وپرورش بود و در انتخابات پاییز ۱۹۹۶ (که حزب PDSR در آن شکست خورد) یک کرسی در مجلس نمایندگان کسب کرد و از وزارتخانه خارج شد. تا سال ۲۰۰۰، او دبیر کمیته آموزش، علم و جوانان مجلس بود و تا سال ۲۰۰۸ به‌عنوان عضو آن فعالیت داشت. پس از انتخاب مجدد در سال ۲۰۰۰، به کابینه جدید نَستاسه راه یافت و تا سال ۲۰۰۳ در سمت وزیر آموزش‌وپرورش ماند تا زمانی که الکساندرو آتاناسیو جایگزین او شد.
در دوران وزارت، او تصمیمات بحث‌برانگیزی اتخاذ کرد، از جمله بازگرداندن آزمون ورودی اجباری برای پذیرش در دانشکده‌های دانشگاه، تغییر نحوه پذیرش در دبیرستان‌ها، و تغییر روش تصحیح امتحان لیسانس (باکالوریا). منتقدان این اقدامات را «آزمایش‌هایی» دانستند که باعث «کهنگی و هرج‌ومرج» در نظام آموزشی رومانی شد و موجب سردرگمی دانش‌آموزان و معلمان گردید. ناتوانی شناخته‌شده آندرونسکو در توجیه و پشتیبانی از تصمیماتش، باعث شد که لقب «آبرامبریکا» (اصطلاحی ترکیبی از ابراتاکابرا و بارامبورا به‌معنای «بی‌هدف») را به او بدهند.

## اپوزیسیون و بازگشت به دولت
او در سال ۲۰۰۴ دوباره به مجلس نمایندگان و در سال ۲۰۰۸ به سنای رومانی راه یافت. در جریان کمپین انتخاباتی اخیر، دولت حزب لیبرال ملی (PNL) را به فساد، بی‌اخلاقی و ناتوانی در حوزه آموزش متهم کرد و از تلاش‌های خود در سال‌های ۲۰۰۱ تا ۲۰۰۳ برای وارد کردن رایانه‌ها به کلاس‌های درس و ساخت سالن‌های ورزشی دفاع کرد؛ دو برنامه‌ای که خود در پایان سال ۲۰۰۴ و پس از کنار رفتن حزب PSD از قدرت، به‌دلیل نتایج ضعیف پروژه رایانه‌ای و اجرای هر دو برنامه از طریق قراردادهای بدون مناقصه به ارزش ده‌ها میلیون دلار مورد انتقاد قرار گرفتند. همچنین، در سال ۲۰۰۸، او قانونی را برای افزایش ۵۰ درصدی حقوق معلمان پیشنهاد داد؛ این اقدام با رأی قاطع در پارلمان به تصویب رسید. پس از انتخاب او به‌عنوان سناتور، وی تا سال ۲۰۱۰ در کمیته فرهنگ سنا خدمت کرد و در سال ۲۰۰۹ به‌عنوان معاون رئیس کمیته آموزش برگزیده شد. سپس، بار دیگر به‌عنوان وزیر آموزش منصوب شد. در این دوره نیز آندرونسکو با جنجال مواجه شد.